# Калдрма
Калдрма (хорв. Kaldrma) — населений пункт у Хорватії, у Задарській жупанії у складі громади Грачаць.

## Населення
Населення за даними перепису 2011 року становило 31 осіб.
Динаміка чисельності населення поселення:

## Клімат
Середня річна температура становить 8,16 °C, середня максимальна – 22,07 °C, а середня мінімальна – -7,54 °C. Середня річна кількість опадів – 1165 мм.
| Клімат поселення                              | Клімат поселення | Клімат поселення | Клімат поселення | Клімат поселення | Клімат поселення | Клімат поселення | Клімат поселення | Клімат поселення | Клімат поселення | Клімат поселення | Клімат поселення | Клімат поселення | Клімат поселення |
| Показник                                      | Січ.             | Лют.             | Бер.             | Квіт.            | Трав.            | Черв.            | Лип.             | Серп.            | Вер.             | Жовт.            | Лист.            | Груд.            |                  |
| Середній максимум, °C                         | 5,64             | 6,66             | 9,69             | 13,74            | 18,48            | 21,85            | 22,07            | 21,53            | 17,81            | 13,68            | 8,60             | 4,47             |                  |
| Середня температура, °C                       | −0,96            | 0,07             | 3,10             | 7,16             | 11,89            | 15,27            | 17,61            | 17,06            | 13,36            | 9,23             | 4,16             | 0,02             |                  |
| Середній мінімум, °C                          | −7,54            | −6,52            | −3,5             | 0,56             | 5,30             | 8,68             | 13,16            | 12,62            | 8,89             | 4,76             | −0,3             | −4,44            |                  |
| Норма опадів, мм                              | 84               | 84               | 88               | 101              | 89               | 92               | 68               | 77               | 107              | 120              | 140              | 115              |                  |
| Середньомісячна швидкість вітру, м/с          | 1.92             | 2.11             | 2.34             | 2.33             | 2.12             | 1.84             | 1.81             | 1.71             | 1.81             | 1.93             | 2.09             | 2.15             |                  |
| Середньомісячна сонячна радіація, кДж/м²·день | 4912             | 7589             | 11248            | 15584            | 19405            | 21694            | 23388            | 20411            | 15183            | 9850             | 5417             | 4111             |                  |
| --------------------------------------------- | ---------------- | ---------------- | ---------------- | ---------------- | ---------------- | ---------------- | ---------------- | ---------------- | ---------------- | ---------------- | ---------------- | ---------------- | ---------------- |
| Джерело:                                      |                  |                  |                  |                  |                  |                  |                  |                  |                  |                  |                  |                  |                  |